# 楊瑄
楊瑄（1425年—1478年），字廷獻，江西豐城縣人。明朝政治人物。景泰甲戌進士，以敢諫著稱。因彈劾石亨，被誣結黨，遣戍鐵嶺。成化時，官至浙江按察使。

## 生平
景泰五年（1454年），中進士，授監察御史，為人剛直敢言。景帝病重，朝臣請立儲，景帝不允。瑄與同官錢琎、樊英等約定疏爭，隨即發生奪門之變，英宗復闢，其議遂罷。
天順年間，負責巡查京畿，查證曹吉祥、石亨侵佔民田，英宗下令核查。曹吉祥大懼，請求英宗治罪楊瑄，沒有批准。不久，石亨西征歸來，天有彗星，十三道掌道監察御史張鵬、盛颙、周斌、費廣、張寬、王鑒、趙文博、彭烈、張奎、李人儀、邵銅、鄭冕、陶復及御史劉泰、魏翰、康驥計劃彈劾石亨、曹吉祥違法之事。上疏前一日，給事中王鉉洩密于石亨，石亨遂在英宗御前痛哭，且誣陷張鵬等人結黨。待英宗得疏後，果然大怒，逮捕數位御史。都御史耿九疇、羅綺亦連坐下獄。楊瑄、張鵬論斬，其餘人戍邊。因天變，英宗改戍瑄、鵬鐵至嶺衛，其餘改為知縣或者恢復原職。
憲宗繼位後，楊瑄官復原職。升浙江按察司副使，任內修葺海塘，為民愛戴。晉浙江按察使。成化十四年戊戌七月朔日卒於任上，享年五十四。

## 著作
有《復辟錄》，記載奪門之事甚詳。